# Faustin Twagiramungu

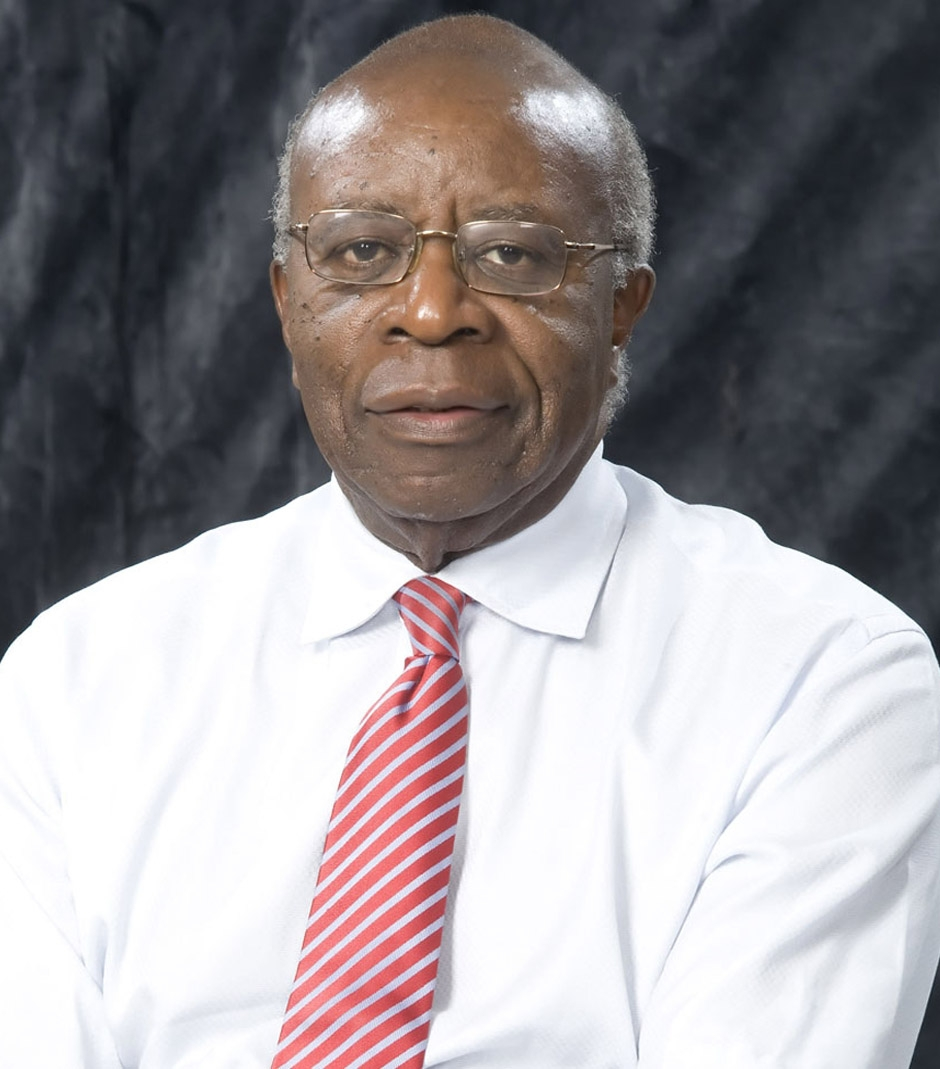
Faustin Twagiramungu (Januar 2013)

Faustin Twagiramungu (* 14. August 1945 in der Provinz Cyangugu; † 2. Dezember 2023) war ein ruandischer Politiker, der der Volksgruppe der Hutu angehörte.
Von 1968 bis 1976 studierte und arbeitete er in Québec.
Twagiramungu war der erste Premierminister Ruandas nach der Eroberung der Hauptstadt Kigali durch die Ruandische Patriotische Front. Als Nachfolger von Jean Kambanda trat er das Amt am 19. Juli 1994 an. Am 28. August 1995 trat er zurück. Danach ging er nach Belgien ins Exil.
Bei der Präsidentschaftswahl in Ruanda 2003 war Twagiramungu als unabhängiger Kandidat aufgestellt. In seinem Wahlprogramm setzte er sich hauptsächlich für Vollbeschäftigung und fortschrittliche Besteuerung ein. Er warf der Regierung vor, sie unterdrücke seine Ansichten in der Öffentlichkeit. In der letzten Auszählung belegte er mit 3,6 % der Stimmen den zweiten Platz hinter Paul Kagame. Er focht dieses Ergebnis zuerst an und beklagte, dass der neue Amtsinhaber das Land in ein Ein-Parteien-System führen wolle.
Nach 18 Jahren Exil in Belgien kehrte Twagiramungu im Juni 2013 nach Ruanda zurück.